# Sofitel Legend Metropole Hanoi

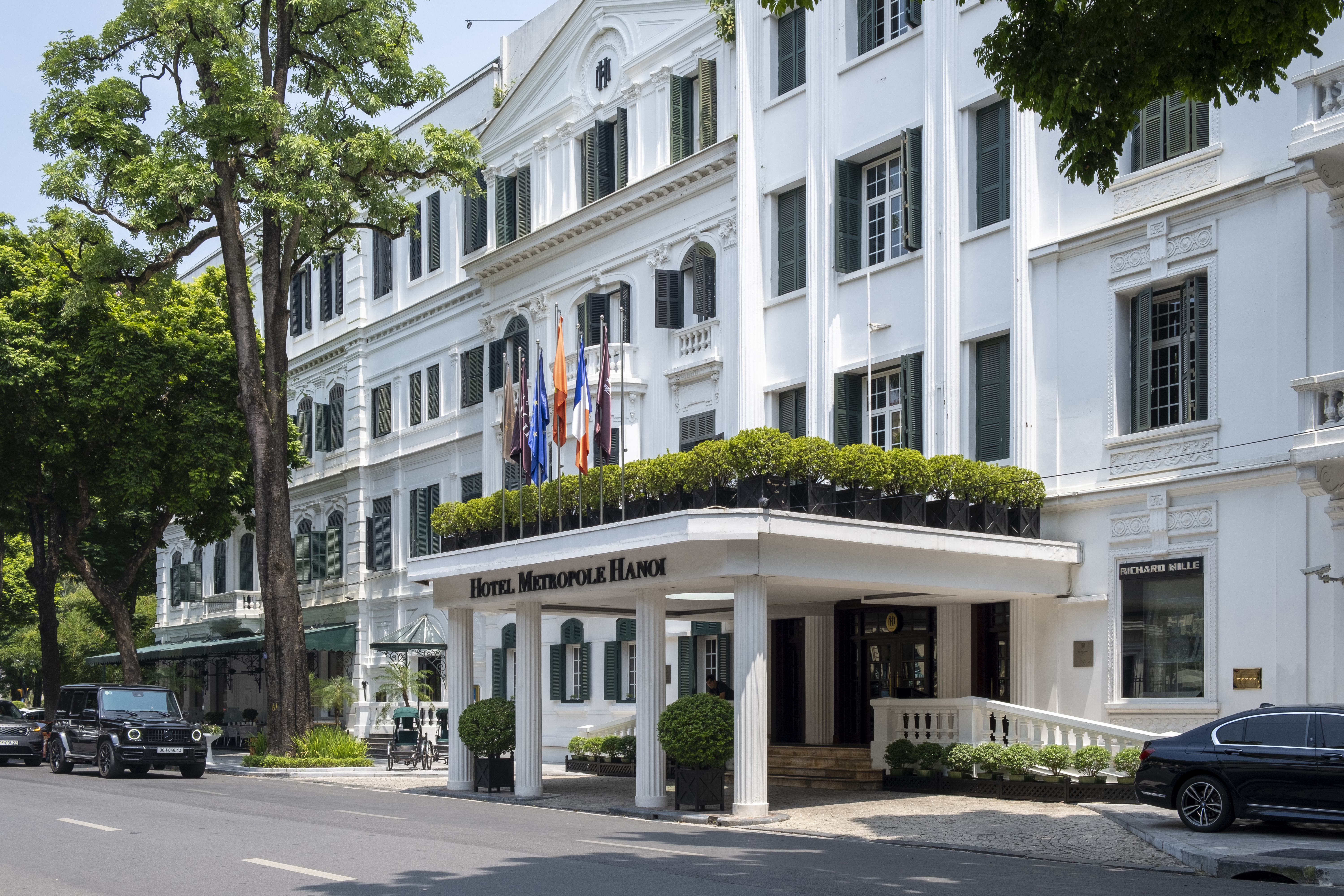
Het Sofitel Legend Metropole Hanoi in 2022

Het Sofitel Legend Metropole Hanoi is een luxe hotel in de Vietnamese hoofdstad Hanoi. Het werd in 1901 geopend, toen nog onder de naam Grand Métropole Hotel. Het gebouw, ontworpen in Frans-koloniale architectuur, heeft een prominente rol gespeeld in de geschiedenis van het land.
Het hotel heeft aan de basis gestaan van een hele keten van hotels in de Unie van Indochina en opereerde ook een slaaptrein naar het zuiden. In 1954 werd het omgedoopt tot het Herenigingshotel en werd het een verblijfplaats voor belangrijke gasten van de regering. Na de Vietnamoorlog zijn verschillende ambassades in het gebouw gevestigd geweest. In 1992 werd het na een grondige renovatie heropend. In 2019 vond in het hotel de topontmoeting tussen de Amerikaanse president Donald Trump en de Noord-Koreaanse leider Kim Jong-un plaats.